# 1045 Michela
1045 Michela је астероид главног астероидног појаса чија средња удаљеност од Сунца износи 2,357 астрономских јединица (АЈ).
Апсолутна магнитуда астероида је 12,9 а геометријски албедо 0,334.